# Cabballero
Cabballero ist ein Dancefloor- und Trance-Projekt von Ronald Bähr (aka Cabballero unter dem Namen R. Ribeiroa) und Ricco Raggazzi (alias Volker Lindner).

## Werdegang
Gegründet wurde es als Studioprojekt Mitte der 1990er-Jahre, die erste Single war Gimme Gimme More And More, eine Coverversion des ABBA-Klassikers Gimme! Gimme! Gimme! (A Man After Midnight), deshalb die Bandbezeichnung C-ABBA-llero mit 2 BB, da man im spanischen Caballero mit einem B schreibt. Die Stimme von Cabballero kam von den Studiosängerinnen Kristina Safrany und Sara Pola. Live traten zusätzlich zu Jama Johnson noch die Tänzer und Performer Kristy B (Kristina Barth) auf.
Bekannt wurde Cabballero vor allem durch Coverversionen der Gruppe Ultravox, mit deren Liedern Hymn (1994) und Dancing with Tears in My Eyes (1995) sie internationale Hits landeten. Später folgte dann eine Coverversion der deutschen Gruppe Camouflage, Love Is a Shield. In ihrem 1995er Album Elements finden sich auch sogenannte Euro-Hip-Hop-Tracks, ähnlich denen, mit denen Down Low, Nana und C-Block bekannt wurden.
In Deutschland erreichten die Singles zahlreiche Platzierungen in den Dance Charts DMC, DDC und German Deejay Playlist. Offizielle Verkaufsplatzierungen erreichte der Act mit seinen Veröffentlichungen allerdings in Österreich. Dort war nahezu jede Single in den Charts vertreten.

## Belege
1. 1 2  Chartquellen: AT CH
2. ↑  Discogs: Cabballero – Gimme Gimme More And More Discogs.com, abgerufen am 27. März 2025
3. ↑  Cabballero